# Киевский городской комитет Коммунистической партии Украины
Ки́евский городско́й комите́т Коммунисти́ческой па́ртии Украи́ны (укр. Київський міський комітет Комуністичної партії України) — орган управления Киевской городской партийной организацией КП Украины (до 1991 года). Киевский городской комитет Коммунистической партии Украины приобрел статус столичного в 1934 году, когда столицу Украинской ССР перенесли из Харькова в Киев.

## Секретари городского комитета

### Первые секретари
- Январь 1934 - июнь 1934 — Демченко, Николай Нестерович
- Июнь 1934 - июль 1935 — Алексеев, Никита Алексеевич
- Июль 1935 - январь 1937 — Сапов, Иван Андреевич[укр.]
- Апрель 1937 - сентябрь 1937 — Кудрявцев, Сергей Александрович
- Сентябрь 1937 - 17 апреля 1938 — Евтушенко, Дмитрий Матвеевич
- 17 апреля 1938 - сентябрь 1941 - Хрущёв, Никита Сергеевич
- Ноябрь 1943 - 24 марта 1947 — Хрущёв, Никита Сергеевич
- 24 марта 1947 - 1950 — Мацуй, Пётр Афанасьевич
- 1950 - июнь 1960 — Синица, Михаил Софронович
- Июнь 1960 - август 1962 — Дрозденко, Василий Иванович
- Август 1962 - январь 1963 — Ботвин, Александр Платонович
- 28 декабря 1964 - 11 января 1980 — Ботвин, Александр Платонович
- 11 января 1980 - 28 апреля 1987 — Ельченко, Юрий Никифорович
- 28 апреля 1987 - 22 июля 1989 — Масик, Константин Иванович
- 22 июля 1989 - 26 августа 1991 — Корниенко, Анатолий Иванович

### Вторые секретари
- Март 1935 - октябрь 1936 — Потапенко, Роман Яковлевич
- Октябрь 1936 - июль 1937 — Олейник, Митрофан Гервасиевич
- Июль 1937 - август 1937 — Максимов, Николай Антонович
- Август 1937 - ноябрь 1937 — Поляковский, Николай Сергеевич
- Декабрь 1937 - май 1938 — Егоров, Афанасий Сергеевич
- 27 мая 1938 - февраль 1939 — Сердюк, Зиновий Тимофеевич
- Июнь 1939 - июнь 1941 — Шамрыло, Тимофей Власович
- Ноябрь 1943 - июнь 1944 — Мокиенко, Федор Васильевич
- 1944 - 20 ноября 1946 — Горбань, Борис Архипович
- 20 ноября 1946 - 24 марта 1947 — Мацуй, Петр Афанасьевич
- Апрель 1947 - ноябрь 1947 — Давыдов, Алексей Иосифович
- Ноябрь 1947 - декабрь 1948 — Желяк, Прокоп (Евгений) Нестерович
- Декабрь 1948 - январь 1952 — Корницкий, Пётр Иванович
- Январь 1952 - январь 1954 — Ильин, Пётр Андреевич
- Январь 1954 - сентябрь 1954 — Шелест, Пётр Ефимович
- 1954 - 7 февраля 1961 — Шевель, Георгий Георгиевич
- 1961 - январь 1963 — Яремчук, Григорий Филимонович
- Декабрь 1964 - 29 декабря 1968 — Бойченко, Вячеслав Александрович
- 20 февраля 1969 - июнь 1971 — Литвинов, Евгений Леонтьевич
- Июнь 1971 - май 1973 — Катаргин, Иван Никифорович
- Май 1973 - 12 мая 1975 — Науменко, Олег Павлович
- 12 мая 1975 - 31 октября 1981 — Гаевой, Владимир Максимович
- 31 октября 1981 - 4 января 1990 — Мартынюк, Станислав Михайлович
- 18 января 1990 - август 1991 — Нечитовский, Георгий Георгиевич